# خانه آستریون

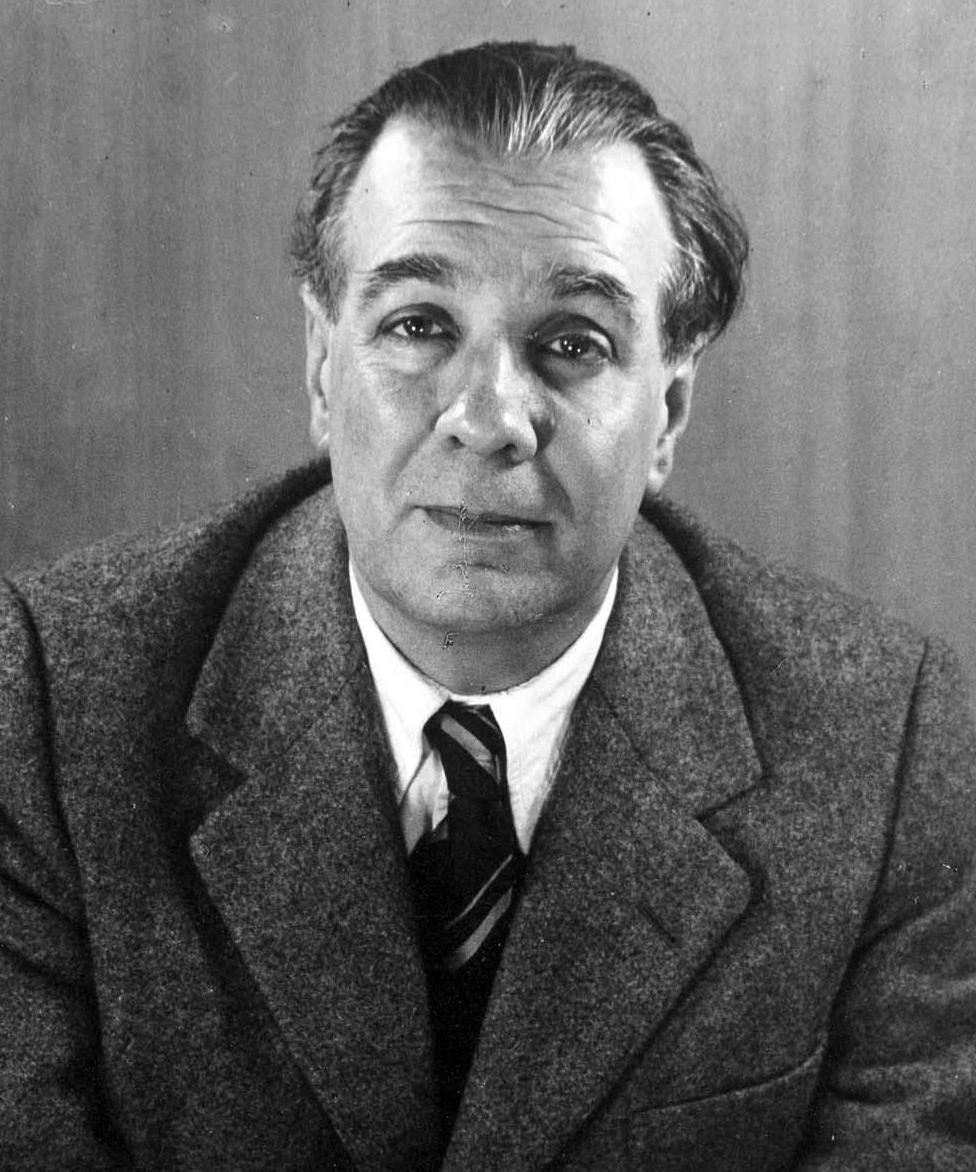
خورخه لوئیس بورخس در سال ۱۹۵۱، چهار سال پس از نخستین انتشار "خانه آستریون"

«خانه آستِریون» (به اسپانیایی: "La casa de Asterión") داستانی کوتاه از خورخه لوئیس بورخس، نویسنده آرژانتینی، است. این داستان برای اولین بار در سال ۱۹۴۷ در مجله ادبی لوس آنالس د بوینس آیرس منتشر شد و در مجموعهٔ داستان‌های کوتاه اِلف، در سال ۱۹۴۹ بازنشر شد. این داستان بر اساس اسطوره یونانی تسئوس و مینوتور نوشته شده‌است و از دیدگاه آستریون روایت می‌شود.
این یکی از کوتاه‌ترین داستان‌های بورخس است و طی دو روز نوشته شد و به بررسی مضامین مرگ، رستگاری و ماهیت هیولا می‌پردازد. از سبک روایی آن به عنوان «پازل ادبی» یاد شده‌است، زیرا هویت راوی تا انتها کاملاً مشخص نشده‌است. این داستان با انتقادهای مثبت منتقدان و نویسندگان معاصر روبرو شد. منتقد ادبی ژن اچ بل ویلادا گفت که «پیش از انتشار «خانه آستریون» بورخس هیچ نمونه‌ای از هیچ نویسنده شهیری وجود ندارد که رابطه قهرمان و هیولا را برعکس کند.»

## خلاصه داستان
آستریون داستان را با این ادعا برای مخاطب آغاز می‌کند که ادعاهای افتراآمیز نسبت به او - مبنی بر این که او مغرور است، یا ضد انسان است یا دیوانه است - خلاف واقع هستند. آستریون خانه خود را با جزئیات توصیف می‌کند: این که درب قفلی ندارد، که دارای راهروها و اتاق‌ها، استخرها و حیاط‌های زیادی است. پس از آن، از کارهای اوقات تنهایی خود می‌گوید.
آستریون درمورد جزئیات بی‌نهایت خانه خود، آن را با جهان مقایسه می‌کند. او همچنین پیشنهاد می‌کند که شاید او جهان را خلق کرده و آن را فراموش کرده‌است. سرانجام او از افراد دیگری نام برد: نه مردی که هر نه سال می‌آیند "تا من آن‌ها را از هر شر رهایی بخشم "،  و بدن آنها را در اتاق‌های خالی می‌گذارد تا یکی را از دیگری تشخیص دهد. آستریون در مورد مرگ خود حدس می‌زند و مشتاقانه در انتظار آمدن "فدیه دهنده" خود است،  که او را از خانه بیکرانش دور خواهد کرد.
داستان با سطری از تیسوس پایان می‌یابد که «آیا باور می‌کنی آریادن؟ مینوتور به سختی از خود دفاع کرد.»  این جمله آشکار می‌کند که آستریون در واقع همان مینوتور کرت است که حال کشته شده.